# Senka
L'empereur Senka (宣化天皇, Senka Tennō) est le vingt-huitième empereur du Japon, selon l'ordre traditionnel de la succession. On situe son règne de 536 à 539, bien qu'on n'en connaisse pas les dates avec certitude. La tradition rapportée par le Kojiki et le Nihon shoki lui attribue cependant des dates de vie de 467 à 539 et situe son règne à partir de 536.
Lors du changement climatique de 535-536, l'empereur Senka publie un Édit impérial afin de rappeler à ses sujets la priorité de la nourriture sur l'or, précisant que même un millier de perles ne sauraient soulager celui qui souffre du froid. Cette valeur tant pratique que rituelle du riz, aux fondements des civilisations sinisées, est d'ailleurs rappelée au Japon par l'importance de l'entrepôt impérial du Shōsō-in, antique grenier à riz, le plus ancien musée du monde, et la traditionnelle cache aux trésors de la famille impériale. Le dicton japonais voulant que le riz a plus de valeur que l'or remonte probablement à cette époque. 

## Généalogie
Il était le second fils de l'empereur Keitai et de la dame Wolhari no Menoko Irohe, et succéda à son frère Ankan.

### Impératrice et consorts
- Princesse Tachibana no Nakatsu, fille de l'empereur Ninken et de l'impératrice Kasuga no oho Iratsume ; élevée au rang d'impératrice en 536, dont 4 il eut enfants :
  - première fille : princesse Ishi-Hime, impératrice de l'empereur Kinmei, son oncle ;
  - seconde fille : princesse Koishi-Hime ;
  - troisième fille : princesse Kura no Wayaka-Hime, consort de l'empereur Kinmei, son oncle ;
  - premier fils : prince Kamu-Uyea (ou Mariko), ancêtre des familles Tajihi no Kimi et Ina no Kimi. Le Kojiki en fait le fils de la concubine Wakugo-hime ;

- Dame Ohoshi Kahachi no Wakugo-Hime, concubine impériale, dont il eut :
  - second fils : prince Honowo, ancêtre de la famille Shihida no Kimi ;

- d'une concubine inconnue :
  - quatrième fille : princesse Hikage, seconde concubine de l'empereur Kinmei, son oncle.